# Stone Flower (álbum)
| Críticas profissionais | Críticas profissionais |
| Avaliações da crítica  | Avaliações da crítica  |
| Fonte                  | Avaliação              |
| ---------------------- | ---------------------- |

Stone Flower é o quinto álbum de Antonio Carlos Jobim. Foi gravado e lançado nos Estados Unidos em 1970. O disco é aclamado pela crítica e pelos especialistas de bossa nova.

## Histórico
No fim da década de 1960, a Bossa nova já dava sinais de desgaste. Após gravar quatro discos nos Estados Unidos, Tom Jobim, um dos precursores da bossa, fez um hiato de três anos. O disco Stone Flower marcou sua volta, fugindo do estilo que o popularizou em solo norte-americano. O LP possui quatro faixas inéditas ("Tereza My Love", "Choro", "Stone Flower" e "Andorinha"). Algumas das faixas foram compostas para o filme The Adventurers, como "Children's Games", conhecida no Brasil como "Chovendo na roseira". Apesar de conter algumas bossas, o disco também possui baiões e pegadas de música clássica, como que voltando as origens de Tom.

## Faixas
Todas músicas foram compostas por Tom Jobim, exceto a quarta faixa.
1. "Tereza My Love" –4:23
2. "Children's Games" –3:30
3. "Choro" –2:10
4. "Brazil" (Ary Barroso) –7:25
5. "Stone Flower" –3:21
6. "Amparo" –3:41
7. "Andorinha" –3:32
8. "God and the Devil in the Land of the Sun" –2:23
9. "Sabia" –3:58
10. "Brazil" [alternate take] –5:25

A faixa 10 só está disponível na versão em CD.

## Créditos
- Antonio Carlos Jobim – piano, teclado, violão, vocal em "Brazil" e "Sabiá"
- Harry Lookofsky – violino
- Joe Farrell – saxofone
- Urbie Green – trombone
- Hubert Laws  – flauta
- Ron Carter – baixo
- João Palma – bateria
- Airto Moreira – percussão
- Everaldo Ferreira – percussão
- Deodato – violão, arranjos

## Paradas
- Billboard Jazz Albums de 1971 - #18[4] * The Billboard 200 de 1971 - #196